# Ptyssiglottis fastidiosa
Ptyssiglottis fastidiosa är en akantusväxtart som först beskrevs av Raymond Benoist, och fick sitt nu gällande namn av B. Hansen. Ptyssiglottis fastidiosa ingår i släktet Ptyssiglottis och familjen akantusväxter. Inga underarter finns listade i Catalogue of Life.